# Жекас, Арунас
Арунас Жекас (лит. Arūnas Žėkas; 5 июня 1966, Варена, Алитусский уезд) — советский и литовский футболист, защитник, тренер.

## Биография
Воспитанник спортинтерната г. Паневежис. В 1984 году перешёл в «Жальгирис», в котором в первые годы выступал только за дубль. C 1987 года начал выступать за основной состав вильнюсского клуба в высшей лиге СССР, где провёл 20 матчей (в том числе один аннулированный в 1990 году), также играл в матчах Кубка УЕФА.
После выхода литовских команд из чемпионата СССР продолжил играть за «Жальгирис» в чемпионате Прибалтики 1990 года и стал победителем этого турнира, а в чемпионате Литвы 1990 года завоевал бронзовые награды. В сезонах 1991 и 1991/92 годах становился чемпионом Литвы. Всего провёл 26 матчей (1 гол) в чемпионате Прибалтики и 27 матчей (1 гол) в высшем дивизионе Литвы.
С начала 1992 года выступал в низших лигах Германии за клубы «Гёттинген-05», «ФФБ Гиссен», «Вильгельмсхафен», «Веенде» (Гёттинген), всего провёл в Германии около 300 матчей. В январе-сентябре 2003 года был играющим главным тренером «Гёттингена-05».
После окончания игровой карьеры много лет работал в структуре клуба «Гёттинген-05», преимущественно с юношескими командами. В июле-октябре 2015 года снова был главным тренером клуба. В 2011—2013 годах работал с юношеским составом другого клуба из того же города — «Веенде». Имеет тренерскую лицензию «А».

## Личная жизнь
Женат. Сыновья Томас (род. 1990) и Лукас (род. 1991) тоже стали футболистами и выступали за команды низших лиг Германии. Лукас Жекас позднее начал тренерскую карьеру в одном клубе с отцом.